# Route 130 (Ontario)
Pour les articles homonymes, voir Route 130.
La route 130 est une route provinciale de l'Ontario, située juste à l'ouest de Thunder Bay, dans la communauté de Oliver Paipoonge. Elle est tout de même assez courte, ne possédant qu'une longueur de 15 kilomètres.

## Description du Tracé
La 130 sert de raccourci entre la Route 61 nord et les routes 11 et 17 ouest, au lieu d'effectuer une boucle jusqu'à Thunder Bay.
La route 130 débute donc sur la Route 61, à environ 40 kilomètres au nord de la frontière Canado-Américaine. Elle se dirige ensuite vers le nord pendant 5 kilomètres avant de bifurquer vers l'est dans un virage de 90° (intersection). À nouveau, elle rebifurque à 90° vers le nord avant de rejoindre la rue Arthur, en direction de Thunder Bay, où elle tourne à nouveau à 90°, mais cette fois-ci vers l'ouest. Elle se termine quelques kilomètres plus à l'ouest, à la jonction avec les routes 11 et 17.
La 130 traverse une région agricole, le comté de Oliver Paipoonge. 